# Альфонсо Обрегон
Альфонсо Андрес Обрегон Кансіно (ісп. Alfonso Andrés Obregón Cancino, нар. 12 травня 1972, Портов'єхо, Еквадор) — еквадорський футболіст, півзахисник клубу «ЛДУ Кіто». По завершенні ігрової кар'єри — спортивний директор «ЛДУ Портов'єхо».
Виступав, зокрема, за клуби «Есполі» та «ЛДУ Кіто», а також національну збірну Еквадору.
Володар Кубка Лібертадорес. 

## Клубна кар'єра
У дорослому футболі дебютував 1990 року виступами за команду клубу «Депортіво дель Валле». 
Своєю грою за цю команду привернув увагу представників тренерського штабу клубу «Есполі», до складу якого приєднався 1991 року. Відіграв за команду з Кіто наступні шість сезонів своєї ігрової кар'єри.
Згодом з 1998 по 2001 рік грав у складі команд клубів «ЛДУ Кіто» та «Дельфін».
До складу клубу «ЛДУ Кіто» повернувся 2002 року. Відіграв за команду з Кіто 227 матчів в національному чемпіонаті. За цей час виборов титул володаря Кубка Лібертадорес.

## Виступи за збірну
1995 року дебютував у складі національної збірної Еквадору в матчі проти Болівії.
У складі збірної був учасником розіграшу Кубка Америки 2001 року у Колумбії, розіграшу Золотого кубка КОНКАКАФ 2002 року у США, чемпіонату світу 2002 року в Японії і Південній Кореї, розіграшу Кубка Америки 2004 року у Перу.

## Титули і досягнення
- Володар Кубка Лібертадорес (1):

«ЛДУ Кіто»:  2008